# Uladzislaŭ Davyskiba
Uladzislaŭ Davyskiba (in bielorusso Уладзіслаў Давыскіба?; Žlobin, 31 marzo 2001) è un pallavolista bielorusso, schiacciatore del Modena.

## Biografia
È sposato con la pallavolista Hanna Hryškevič.

## Carriera

### Club
La carriera di Uladzislaŭ Davyskiba inizia nella stagione 2017-18 nel Budaŭnik Minsk, in Vysšaja Liha, dove resta per tre annate, vincendo la Supercoppa bielorussa 2017 e la Coppa di Bielorussia 2017-18.
Nella stagione 2020-21 viene ingaggiato dal Milano, club militante nella Superlega italiana, con cui si aggiudica la Coppa CEV 2021-22, venendo premiato come MVP. Dopo un triennio con i lombardi, nel campionato 2023-24 passa al Modena, sempre nella massima divisione italiana.

### Nazionale
Nel 2017 viene convocato nella nazionale bielorussa Under-17 e in quella Under-19, mentre nel 2018 è in quella Under-18 e Under-20: in quest'ultima resta fino al 2020.
Nel 2018 ottiene le prime convocazioni nella nazionale maggiore, con cui, nello stesso anno, vince la medaglia d'argento all'European Silver League.

## Palmarès

### Club
- Coppa di Bielorussia: 1

2017-18
- Supercoppa bielorussa: 1

2017
- Coppa CEV: 1

2021-22

### Nazionale (competizioni minori)
- European Silver League 2018

### Premi individuali
- 2022 - Coppa CEV: MVP